# ادنا ثابت
ادنا ثابت با نام سازمانی پری (۲ تیر ۱۳۳۴ تهران - تیر ۱۳۶۱ اوین) فعال سیاسی و مبارز کمونیست و زندانی سیاسی اهل ایران بود. او نخست از اعضای سازمان چریک‌های فدایی خلق ایران و سپس از اعضای سازمان پیکار در راه آزادی طبقه کارگر بود که در جریان اعدام‌های دهه ۱۳۶۰پس از ماه‌ها بازجوئی و شکنجه توسط نظام جمهوری اسلامی ایران تیرباران شد.

## اوایل زندگی
ادنا ثابت مانند کارل مارکس یهودی بود اما نه از یهودیان آلمان بلکه از یهودیان ایران، همچنان که ادنا ثابت مانند کارل مارکس کمونیست بود، باز هم نه از کمونیست‌های آلمان بلکه از کمونیست‌های ایران، خانواده ادنا ثابت از یهودیان کرمانشاه بودند که در دهه ۱۳۱۰ به تهران مهاجرت کردند. ادنا ثابت در تاریخ دوم تیرماه سال ۱۳۳۴ در بیمارستان باهر تهران متولد شد. او کوچک‌ترین فرزند خانواده بود و دو خواهر و دو برادر بزرگ‌تر از خودش داشت. او وابسته به خانواده‌ای ثروتمند بود و پدرش نخست نماینده هواپیمائی یونکرس آلمان در ایران بود و سپس کارخانه هواکش سازی به راه انداخت، دو برادر ادنا ثابت تحصیل کرده آمریکا بودند، مادر ادنا شوهرش را در کارهایش یاری می‌کرد و چون زمان کمی برای رسیدگی به ادنا داشت کسی که ادنا را می‌پرورد ثریا ثابت خواهر ادنا بود که شانزده سال از ادنا بزرگتر بود، ادنا ثابت با آن که وابسته به خانواده‌ای یهودی بود اما به هیچ دینی باور نداشت و از سیزده، چهارده سالگی بیدین شده و می‌گفت که دین باعث چند دستگی و دشمنی میان مردم می‌شود. ادنا در دبستان ‌مادام اریکا ‌و دبیرستان ‌خوارزمی تهران درس خواند و پس از آن که در رشته ریاضی دیپلم گرفت در سال ۱۳۵۲ از دانشجویان دانشکده مهندسی مکانیک دانشگاه صنعتی آریامهر شد.

## فعالیت در سازمان چریک‌های فدایی خلق ایران
گفته می‌شود که ادنا ثابت در بهار سال ۱۳۵۴ به سازمان چریک‌های فدایی خلق ایران پیوسته‌است. او در همان‌ سال دو بار به انگلستان رفت که در بار دوم پیک سازمان بود. برخی روایتها سفر اول او را به اسرائیل و سفر دوم او را به انگلستان روایت کرده‌اند. نام سازمانی او «پری» یا «رفیق پری» بود و در میان اعضا به این نام شناخته می‌شد.
در زمان عضویت وی در سازمان فدائیان رابطه عاشقانه‌ای بین او و عبدالله پنجه‌شاهی یکی دیگر از اعضای فدائیان در یکی از خانه‌های تیمی این سازمان شکل گرفت. کمی بعد پنجه‌شاهی به قتل رسید. بیشتر منابع قتل پنجه‌شاهی را به رهبری فدائیان نسبت می‌دهند که از اینکه ثابت و پنجه‌شاهی قوانین خانه‌های تیمی را نقض کرده بودند از دست این دو خشمگین بودند اما بعضی از فدائیان معتقدند پنجه‌شاهی توسط ساواکی‌ها یا رویدادی مانند شلیک تصادفی یک تیر به قتل رسیده‌است.

## عضویت در سازمان پیکار در راه آزادی طبقه کارگر
ادنا ثابت و غلامحسن سلیم آرونی که در زمان شاه عضو سازمان چریک‌های فدایی خلق ایران بودند کم‌کم به این نتیجه رسیدند که راه و روش‌های این سازمان و مشی چریکی برای رسیدن ایران و ایرانی به کمونیسم به بن‌بست رسیده‌اند، سپس از این سازمان جدا شده و در نیمه نخست سال ۱۳۵۷ به بخش مارکسیست - لنینیست سازمان مجاهدین خلق ایران پیوستند و در نیمه دوم همان سال به سازمان پیکار در راه آزادی طبقه کارگر پیوستند، سپس ادنا ثابت و غلامحسن سلیم آرونی باهم ازدواج کردند.

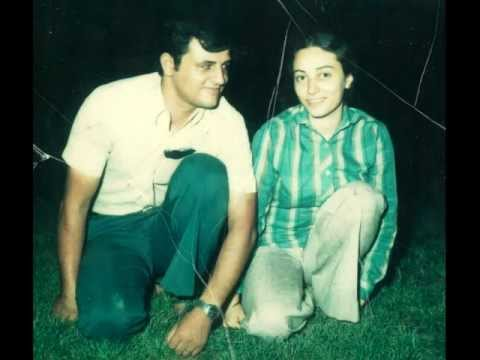
ادنا ثابت به همراه همسر خود غلامحسن سلیم آرونی.

## پس از انقلاب
ادنا ثابت و غلامحسن سلیم آرونی به سازمان پیکار در راه آزادی طبقه کارگر پیوسته بودند اما این سازمان برای مخالفت با جمهوری اسلامی سرکوب می‌شد، از سوی دیگر بحران ایدئولوژیک و این که با کدام راه و روش می‌توان کمونیسم را در ایران پیاده کرد در میان پیکاری‌ها پیدا شد و کار به انشعاب‌ها و کشمکش‌های فراوان کشید و سازمان پیکار از دو سو درگیر شد، یکی سرکوب‌های جمهوری اسلامی و دیگری بحران ایدئولوژیک، ادنا ثابت هم با نام‌های مستعار طاهره و زهره برای از میان بردن این بحران به سختی می‌کوشید.

## دستگیری و اعدام
در میان این آشفتگی‌ها روز یکشنبه بیست و یکم تیرماه سال ۱۳۶۰ غلامحسن سلیم آرونی دستگیر شد و روز چهارشنبه بیست و یکم مردادماه سال ۱۳۶۰ تیرباران شد. ادنا ثابت هم روز سه‌شنبه هجدهم بهمن ماه سال ۱۳۶۰ دستگیر شد و پس از ماه‌ها بازجوئی و شکنجه در نخستین روزهای تیرماه سال ۱۳۶۱ و در بیست و هفت سالگی تیرباران شد.
یکی از اعضای سازمان مجاهدین خلق در مورد او گفت: «او همان چیزی بود که جمهوری اسلامی از آن می‌ترسید، یک زن شجاع، یک یهودی، یک چپ‌گرا که علیه هسته اصلی حکومت اسلامی قیام کرده بود.»
او یکی از معدود یهودیانی بود که به صورت علنی در سازمانی مارکسیستی عضو بود.